# Catostomus platyrhynchus
Espèce
Statut de conservation UICN

 LC  : Préoccupation mineure
Le Meunier des montagnes (Catostomus platyrhynchus) est un poisson de la famille des Catostomidae présent dans la partie occidentale de l'Amérique du Nord.

## Habitat
Le Meunier est présent dans de nombreux endroits aux États-Unis contrairement au Canada. On le trouve dans la partie supérieure du fleuve Columbia, du fleuve Colorado et de la rivière Missouri.
Le poisson peut vivre dans de nombreux habitats bien qu'il préfère les eaux claires des rivières moyennement rapides et dont la profondeur est inférieure à deux mètres. Il apprécie les fonds rocheux ou recouverts de graviers. Il est ainsi présent surtout dans les cours d'eau en altitude jusque 2 800 mètres dans des eaux froides.

## Description
Ce meunier a une couleur qui varie de vert olive à brun sur ses flancs tandis que son ventre est blanc à jaune. Ces flancs peuvent être couverts de taches foncées. Les mâles adultes peuvent avoir des bandes rouge-orange sur ses flancs durant la saison de reproduction. Le poisson peut atteindre 25 centimètres bien que la moyenne soit en général de 20 centimètres.
Son alimentation, essentiellement herbivore, fait qu'il se nourrit d'algues mais il peut néanmoins se nourrir d'invertébrés aquatiques. Il se nourrit en grattant le substrat avec sa gueule.
La fraye a lieu de la fin du printemps au début de l'été lorsque les eaux ont une température comprise entre 10,5 et 18,8 °C. Il pond ses œufs dans de eaux calmes à l'abri des graviers.